# Žarko Čabarkapa
Žarko Čabarkapa (né le 21 mai 1981 à Zrenjanin, Serbie, RFS de Yougoslavie) (en serbe cyrillique Жарко Чабаркапа) est un joueur monténégrin de basket-ball. Il joue actuellement au poste d'ailier fort en NBA avec les Warriors de Golden State. Ses parents sont originaires de Pljevlja au Monténégro.

## Carrière
Avant de partir aux États-Unis, Čabarkapa a joué pour le KK Beopetrol Belgrade et le KK Budućnost Podgorica en RF Yougoslavie. Ses moyennes sont de 8,6 points, 3,8 rebonds et 1,5 passe par match.
Čabarkapa est drafté par les Suns de Phoenix au 1er tour (en 17e position) de la Draft 2003 de la NBA. Il est transféré chez les Warriors en 2005.